# NGC 5427
NGC 5427 is een balkspiraalstelsel in het sterrenbeeld Maagd. Het hemelobject ligt 128 miljoen lichtjaar van de Aarde verwijderd en werd op 5 maart 1785 ontdekt door de Duits-Britse astronoom William Herschel.

## Synoniemen
- MCG -1-36-3
- UGCA 381
- VV 21
- Arp 271
- IRAS 14008-0547
- PGC 50084